# Barbara Brukalska-Sokołowska
Barbara Brukalska-Sokołowska, auch Barbara Brukalska genannt, (* 4. Dezember 1899 in Brzeźce; † 6. März 1980 in Warschau) war eine polnische Architektin und Hochschullehrerin. 

## Leben
Barbara Sokołowska studierte an der Technischen Universität in Warschau. Von 1926 bis 1930 war sie Mitglied der Künstler- und Architektengruppe Praesens. Ihr Mann war der Architekt Stanisław Brukalski, mit dem sie zusammenarbeitete. Vor dem Zweiten Weltkrieg entwarf sie gemeinsam mit ihm mehrere moderne Wohnanlagen für die Warschauer Wohnungsgenossenschaft WSM (poln.: Warszawska Spółdzielnia Mieszkaniowa) in Żoliborz (1927–1932). Diese Gebäude, die den umliegenden Raum integrierten, entstanden auf Basis billiger, da industriell hergestellter Bauelemente. Das Ehepaar entwarf auch einige avantgardistische Villen in Warschau. 
Nach dem Krieg baute sie von 1948 bis 1950 das historische Bankhaus unter den Adlern um (poln.: Dom pod Orłami) um, entwarf eine Wohnsiedlung in Okęcie (1960) und 1965 das Matysiak-Haus (poln.: Dom Matysiaków). Von 1956 bis 1975 wurde eine von ihr entworfene, zweitürmige Kirche in Troszyn errichtet. Sie gehörte zu den bedeutendsten Architekten des modernen und funktionalen Bauens in Polen.

„Należy umożliwić, a nie narzucać nowe sposoby życia. Zbędne zmniejszenie swobody życia przyszłego mieszkańca jest nadużyciem władzy spoczywającej w ręku budującego“

„Man sollte neue Möglichkeiten eröffnen, aber niemanden zu einer neuen Lebensweise zwingen. Die unnötige Reduzierung der Freiheit eines zukünftigen Bewohners ist ein Missbrauch der Macht, die in den Händen des Architekten liegt“

Brukalska-Sokołowska entwarf auch Möbel und Innenausstattungen. So war sie verantwortlich für das Innenarrangement des prämierten polnischen Pavillons bei der Weltausstellung in Paris im Jahr 1937. Im Jahr 1948 wurde wie zur Professorin an der Politechnika Warschau berufen. Damit war sie die erste Frau in einer solchen Position an dieser Hochschule. Gemeinsam mit ihrem Mann gilt Brukalska-Sokołowska als einer der Schöpfer des Konzepts des genossenschaftlichen Wohnens in Polen. Sie wurde an seiner Seite auf dem Friedhof in Laski beigesetzt. Im Jahr 2011 stiftete der Stadtteilverein von Żoliborz (poln.: Stowarzyszenie Żoliborzan) eine nach dem Ehepaar Brukalski benannte Auszeichnung zur Prämierung herausragender Neubauten und Sanierungen im Stadtteil.